# حوزه انتخابیه ششم فلوریدا
حوزه انتخابیه ششم فلوریدا یک حوزه انتخابیه مجلس نمایندگان آمریکا است که در ایالت فلوریدا قرار دارد.